# Uzel
Uzel je naselje in občina v francoskem departmaju Côtes-d'Armor regije Bretanje. Leta 2007 je naselje imelo 1.028 prebivalcev.

## Geografija
Kraj leži v pokrajini Bretaniji 29 km južno od središča Saint-Brieuca.

## Uprava
Uzel je sedež istoimenskega kantona, v katerega so poleg njegove vključene še občine Allineuc, Grâce-Uzel, Merléac, Le Quillio, Saint-Hervé in Saint-Thélo s 3.699 prebivalci.
Kanton Uzel je sestavni del okrožja Saint-Brieuc.